# King George
La census-designated place américaine de King George est le siège du comté de King George, dans l’État de Virginie. Lors du recensement de 2010, sa population s’élevait à 4 457 habitants.

## Source
- (en) Cet article est partiellement ou en totalité issu de l’article de Wikipédia en anglais intitulé « King George, Virginia » (voir la liste des auteurs).